# Estació de Flavy-le-Martel
L'estació de Flavy-le-Martel és una estació ferroviària situada al municipi francès de Flavy-le-Martel (al departament de l'Aisne).
És servida pels trens del TER Picardie.
| Provinença | Estació anterior | Línia        | Estació següent | Destinació    |
| ---------- | ---------------- | ------------ | --------------- | ------------- |
| Amiens     | Ham              | TER Picardie | Tergnier        | Saint-Quentin |
| Amiens     | Ham              | TER Picardie | Jussy           | Reims         |